# 今はもうだれも
「今はもうだれも」（いまはもうだれも）は、1969年9月10日にウッディ・ウーがリリースしたシングル。6年後の1975年9月5日にアリスがカバーした。本項では双方とも記述する。

## ウッディ・ウー版
ウッディ・ウーによるシングルは1969年9月10日、日本コロムビアレコード（デノン）より発売され、オリコン66位を記録している。アリス版のヒットを受けて1975年10月に「オリジナル本命盤」として再発された。作詞・作曲の佐竹俊郎は、ウッディ・ウーのリーダー。

### 収録曲
作詞・作曲：佐竹俊郎
1. 今はもうだれも (LET ME ALONE)
2. おそくはないさ (IT NOT TOO LATE)

## アリス版
前述のウッディ・ウーのカバー曲。
メンバーの矢沢透がフォークロック調にアレンジ、アリスとして初めてオリコンシングルチャート週間20位以内、最高11位にランクインするヒットとなる。累計売上はオリコン集計で28.8万枚を記録。
ジャケット写真は2種類存在している。
B面「明日への讃歌」は1972年に2枚目のシングルとしてリリースされた楽曲とアレンジが異なる。
アルバム『ALICE I』収録分に近いが本作の方がテンポが一廻り早い。
2020年10月28日にMEG-CDで再発された。

### 収録曲
全編曲：矢沢透

### SIDE 1
1. 今はもうだれも [3:55]
  - 作詞・作曲：佐竹俊郎

### SIDE 2
1. 明日への讃歌 [4:27]
  - 作詞・作曲：谷村新司